# فهرست وابسته‌های دیپلماتیک جزایر کوک

نقشه ماموریت‌های دیپلماتیک جزایر کوک
جزایر کوک
سفارت جزایر کوک
سفارت جزایر کوک، غیر ساکن

این صفحه فهرستی از ماموریت‌های دیپلماتیک جزایر کوک می‌باشد . جزایر کوک مجمع الجزایری تحت حکومت کشور نیوزیلند است .[توجه داشته باشید 1] جزایر کوک همچنین تعدادی کنسولگری افتخاری نیز دارد. [note 2]

## اقیانوسیه

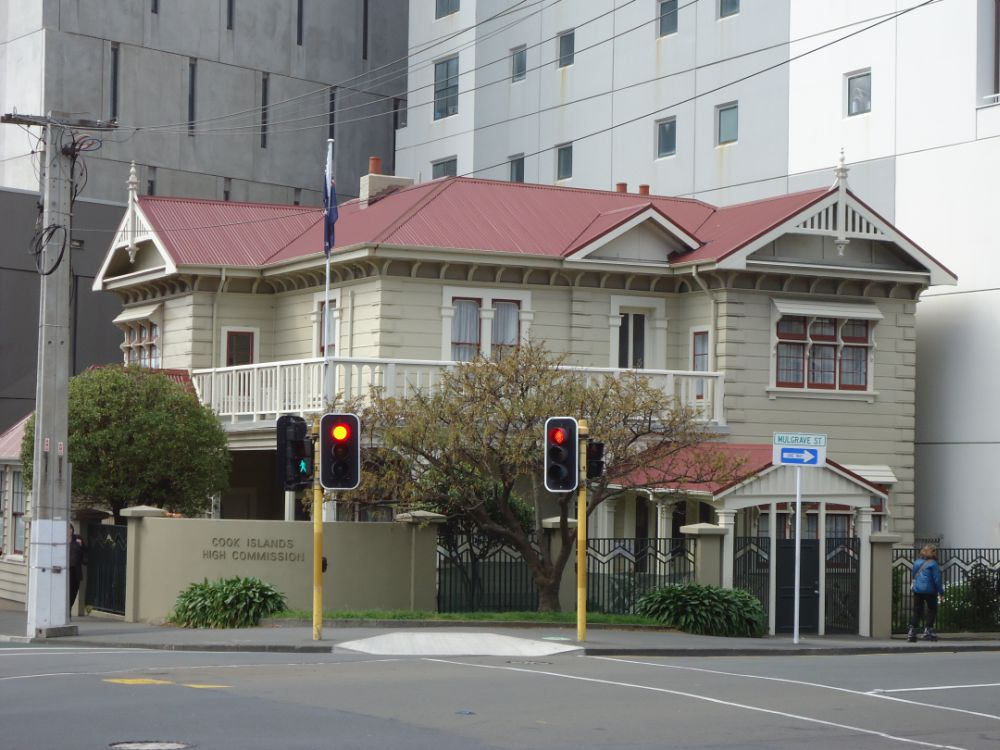
جزایر کوک کمیسیون عالی در ولینگتون

- نیوزیلند
  - ولینگتون (کمیسیون عالی)
  - اوکلند (سرکنسولگری)

## سازمانهای چندجانبه
- لنکستر (مأموریت دائمی به سازمان بین‌المللی دریانوردی سازمان)[۵]
- آواروآ (مأموریت غیر مقیم به اتحادیه اروپا)

## یادداشت
1. ↑  High commission in New Zealand is accredited also to استرالیا, فیجی and پاپوآ گینه نو.[۱][۲]
2. ↑  There are honorary consuls based in استرالیا (سیدنی), موناکو (موناکو),[۳] نروژ (اسلو) and ترکیه (استانبول). There were also honorary consuls based in the United States (هونولولو and لس آنجلس).[۴]